# Suzuka-gun

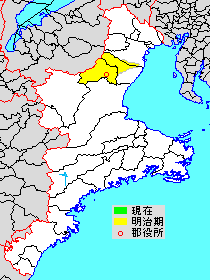
Ausdehnung des Suzuka-gun im 19. Jahrhundert (gelb) in Mie-ken (weiß) mit Gemeindegrenzen des 3. Jahrtausends schwarz, rot der Sitz der modernen (1879–1926) Kreisverwaltung

Suzuka (japanisch 鈴鹿郡 Suzuka-gun, historische Lesung Suzuka no kōri) war vom 1. bis 3. Jahrtausend ein Landkreis (gun/kōri) der japanischen Provinz Ise/Seishū bzw. seit dem 19. Jahrhundert ein Kreis der modernen Präfektur (-ken) Mie. Er erlosch 2005, als mit der Stadt (-chō) Seki die letzte Gemeinde aus Suzuka eingemeindet wurde. Ursprünglich umfasste er nahezu die gesamte heutige kreisfreie Stadt (-shi) Kameyama (als solche gegr. 1954, Neugründung 2005) und Teile von Yokkaichi-shi (gegr. 1897), Suzuka-shi (gegr. 1942) und Iga-shi (gegr. 2004).
| Gemeindegliederung in Suzuka (Ziffern) und südöstlich angrenzenden Landkreisen 1889, heutige Gemeinden in Flächenfarben | |
| - 1 亀山町 Kameyama-chō, Sitz der Kreisverwaltung, 1954 Kameyama-shi, 2005 shinsetsu gappei/„Neugründungsfusion“ - 2 槇尾村 Makio-mura, 1908 zu Kameyama-chō (1954 Kameyama-shi) - 3 関町 Seki-chō, 2005 in „Neugründungsfusion“ zu Kameyama-shi - 4 神辺村 Kanbe-mura, 1955 zwischen Kameyama-shi und Seki-chō geteilt (2005 vollständig zu Kameyama-shi) - 5 坂下村 Sakashita-mura, 1955 zu Seki-chō (2005 zu Kameyama-shi) - 6 加太村 Kabuto-mura, 1955 zu Seki-chō (2005 zu Kameyama-shi), der Ortsteil Hitotsuya 1956 zu Tsuge-machi im Ayama-gun (1959 zu Iga-chō, 2004 zu Iga-shi) - 7 昼生村 Hiruo-mura, 1954 zu Kameyama-shi - 8 国府村 Kou-mura (Kou ist eine Lesungsvariante von 国府, siehe Provinzhauptstadt), 1942 zu Suzuka-shi - 9 井田川村 Idagawa-mura, 1954 zu Kameyama-shi - 10 庄野村 Shōno-mura, 1942 zu Suzuka-shi | - 11 高津瀬村 Takatsuse-mura, 1942 zu Suzuka-shi - 12 牧田村 Makita-mura, 1942 zu Suzuka-shi - 13 石薬師村 Ishiyakushi-mura, 1942 zu Suzuka-shi - 14 久間田村 Kumada-mura, 1956 zu 三鈴村 Misuzu-mura, 1957 zwischen Yokkaichi-shi und Suzuka-shi geteilt - 15 深伊沢村 Fukuizawa-mura, 1956 zu 鈴峰村 Reihō-mura, 1967 zu Suzuka-shi - 16 椿村 Tsubaki-mura, 1956 zu Misuzu-mura, bei dessen Teilung 1957 vollständig zu Suzuka-shi - 17 庄内村 Shōnai-mura, 1956 zu Reihō-mura, 1967 zu Suzuka-shi - 18 川崎村 Kawasaki-mura, 1954 zu Kameyama-shi - 19 野登村 Nonobori-mura, 1954 zu Kameyama-shi - 20 白川村 Shirakawa-mura, 1955 zwischen Kameyama-shi und Seki-chō geteilt (2005 vollständig zu Kameyama-shi) |